# Khướu ngực đốm
Khướu ngực đốm (tên khoa học Garrulax merulinus) là loài chim thuộc họ Họa mi. Chúng xuất hiện ở tây nam Trung Quốc, đông bắc Ấn Độ, Lào, Myanma, tây bắc Thái Lan và bắc Việt Nam. Môi trường sống tự nhiên của chúng là các khu rừng thấp hoặc rừng núi đá, ẩm, nhiệt đới hoặc cận nhiệt đới. Loài khướu ngực hung (S. annamensis) ở Nam trung bộ Việt Nam từng được coi là một phân loài của khướu ngực đốm, nay đã được xếp là loài riêng.